# Campanulorchis
Campanulorchis é um género botânico pertencente à família das orquídeas (Orchidaceae).

## Espécies
1. Campanulorchis globifera (Rolfe) Brieger, Schlechter Orchideen 1(11-12): 750 (1981).
2. Campanulorchis leiophyllla (Lindl.) Y.P.Ng & P.J.Cribb, Orchid Rev. 113: 272 (2005).
3. Campanulorchis pellipes (Rchb.f. ex Hook.f.) Y.P.Ng & P.J.Cribb, Orchid Rev. 113: 272 (2005).